# Албанија на Летњим олимпијским играма 1972.
Албанији је ово било прво учешће на Летњим олимпијским играма. Албанску делегацију, на Летњим олимпијским играма 1972. у Минхену представљало је пет спортиста (4 мушкарца и 1 жена) који су учествовали у два спорта.
Албански олимпијски тим је остао у групи екипа које нису освојиле ниједну медаљу.
Заставу Албаније на свечаном отварању Олимпијских игара 1976. носила је једина женска учесница у екипи Афердита Туша која се такмичила у стрељаштву.
Најмлађи учесник је био такође репрезентативац у стрељаштву Фатош Пикати са 21 год и 146 дана, а најстарији опет стрелац Исмаил Рама са 36 година и 300 дана.
Најуспешнији такмичар био је дизач тегова Имер Пампури, који је заузео 9. место.

## Спортисти Албаније по дисциплинама
| Спорт         | Мушкарци | Жене | Укупно |
| ------------- | -------- | ---- | ------ |
| Дизање тегова | 1        | 0    | 1      |
| Стрељаштво    | 3        | 1    | 4      |
| Укупно (2)    | 4        | 1    | 5      |

## Дизање тегова

### Мушкарци
| Такмичар     | Тежина | Категорија | Потисак | Потисак | Потисак | Трзај | Трзај | Трзај | Избачај | Избачај | Избачај | Укупно | Пласман |
| Такмичар     | Тежина | Категорија | 1       | 2       | 3       | 1     | 2     | 3     | 1       | 2       | 3       | Укупно | Пласман |
| ------------ | ------ | ---------- | ------- | ------- | ------- | ----- | ----- | ----- | ------- | ------- | ------- | ------ | ------- |
| Имер Пампури | 59,35  | до 60 кг   | 120     | 125     | 127,5   | 85    | 90    | 0     | 125     | 130     | 130     | 342,5  | 9       |

## Стрељаштво
Гађало се са 50 метара, 60 хитаца у 6 кругова по 10 хитаца, максимално могућ резултат 600 кругова 
| Дисциплина                 | Стрелац       | Резултати | Резултати | Резултати | Резултати | Резултати | Резултати | Укупнп | Плаасман |
| Дисциплина                 | Стрелац       | 1 круг    | 2 круг    | 3 круг    | 4 круг    | 5 круг    | 6 круг    | Укупнп | Плаасман |
| -------------------------- | ------------- | --------- | --------- | --------- | --------- | --------- | --------- | ------ | -------- |
| 50 м пиштољ слободни избор | Афредита Туша | 85        | 94        | 87        | 83        | 87        | 86        | 522    | 51/59    |
| 50 м пиштољ слободни избор | Фатош Пилкати | 93        | 92        | 92        | 93        | 87        | 89        | 546    | 24/59    |
| 50 м МК пушка лежећи       | Исмаил Рама   | 99        | 99        | 99        | 100       | 98        | 99        | 594    | 22/101   |
| 50 м МК пушка лежећи       | Бекир Косова  | 100       | 96        | 98        | 98        | 99        | 96        | 587    | 66/101   |